# 东方蝙蝠
东方蝙蝠（学名：Vespertilio superans）为蝙蝠科蝙蝠属的动物。分布于亚洲东部，北到西伯利亚，东至朝鲜半岛和日本，南到台湾岛。它也分布于中国大陆的江西、广西、内蒙古、云南、甘肃、北京、河北、山东、山西、四川、湖北、天津、湖南、福建等地。该物种的模式产地在湖北宜昌。
成年东方蝙蝠成年体长6-7公分，尾巴4.3-4.5公分，翅膀约5公分。